# 噶拉巴
噶拉巴(梵文：Kalapa)，印度大乘密宗人士，八十四成就者之一。

## 簡介
噶拉巴是喇加波城人，因為噶拉巴過去世曾修持忍辱波羅密，所以今生相貌莊嚴，全城的人都喜歡跟著他，盯著他瞧，噶拉巴對此非常苦惱，於是遷居到墓場。
一位瑜伽士路過墳場，了解了噶拉巴的困擾，於是便授予噶拉巴上樂金剛灌頂，指導他生起次第與圓滿次第的禪修。最終噶拉巴淨除自他分別的妄念，被人們稱為瘋子，他對眾人開示佛法奧秘，然後升至七棵樹高處示現神通，然後前往空行淨土。